# Lycée Lavoisier
Le collège-lycée Lavoisier est un établissement scolaire public de Paris situé dans le quartier Latin (au no 17 de la rue Henri-Barbusse, dans le 5e arrondissement).
Il est proche de l'École des mines, de l'École normale supérieure et de l'Observatoire de Paris.

## Histoire
Le lycée doit son nom au chimiste, philosophe et économiste français Antoine Lavoisier.
Il est l'héritier de l'école Lavoisier, établissement d'enseignement primaire supérieur  supprimé en 1941, construit au début du XXe siècle en partie à l'emplacement des bâtiments du couvent des carmélites du faubourg Saint-Jacques démolis en 1900.
Le bâtiment du lycée Lavoisier est situé en partie dans la demeure du sculpteur François Rude, le bâtiment est donc classé aux monuments historiques.
Lors de la Seconde Guerre mondiale, deux élèves, Willy et Maurice Cling sont arrêtés en plein cours pour être déportés avec leurs parents, Simone et Jacques. Willy meurt à Auschwitz, une salle de réunion porte aujourd'hui son nom. Maurice a écrit un livre sur leur déportation, Un enfant à Auschwitz.

## Classement du lycée
En 2018, le lycée Lavoisier est classé 3e meilleur lycée public de France selon le classement annuel du journal Le Monde.
En 2019, le lycée Lavoisier est le 25e meilleur lycée de France selon le classement annuel du Figaro.
Le lycée se voit attribuer la note de 15,8/20 par L'Étudiant (magazine) pour l'année 2020. Classant ainsi le lycée Lavoisier juste derrière le lycée Henri IV et devant le lycée Louis-le-Grand.
En 2021, il est le 4e meilleur lycée public de l’académie de Paris selon le classement annuel de Thotis.
En 2022, il est le 101e meilleur lycée de France et le 33e de l’académie de Paris selon le classement annuel du Figaro.

## Vie du lycée

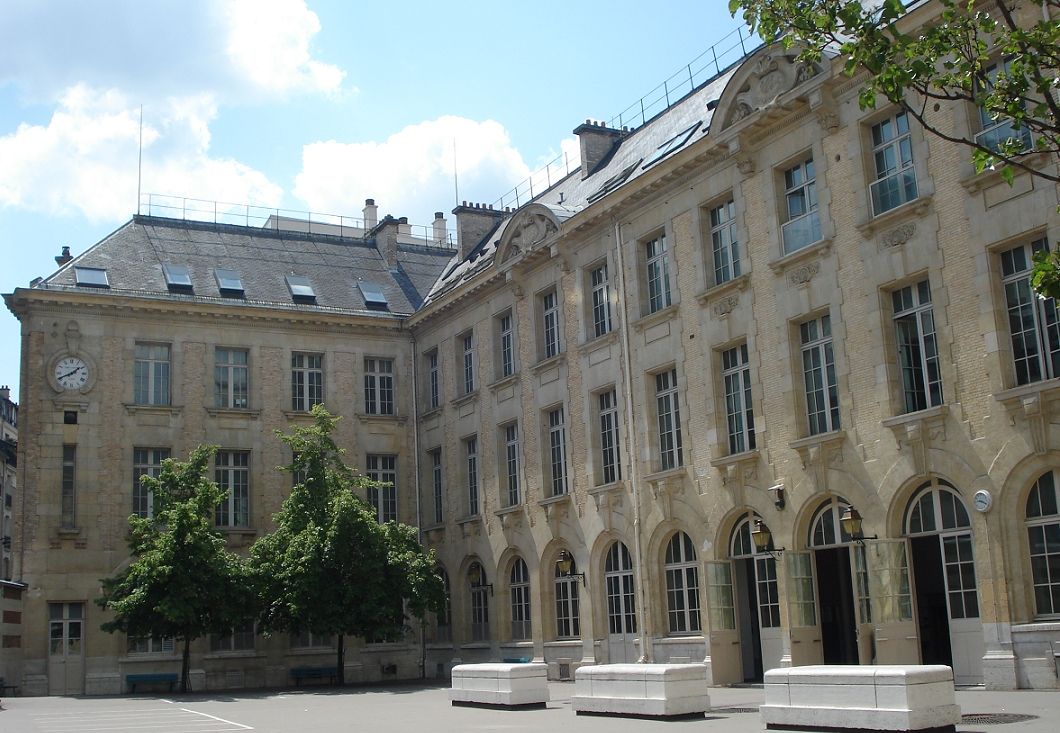
La cour du lycée Lavoisier.

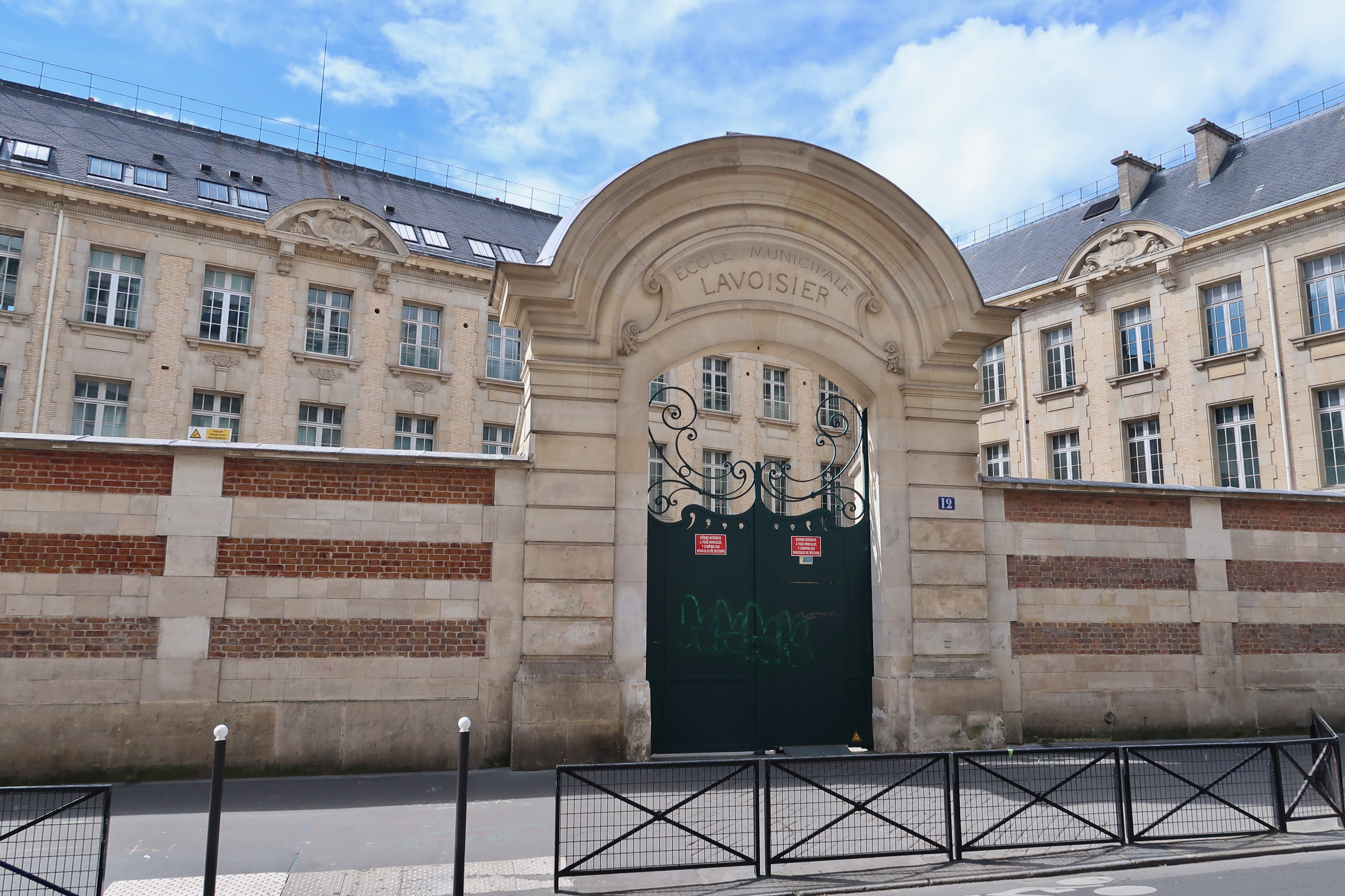
Le lycée Lavoisier vu depuis la rue Pierre-Nicole.

Il accueille environ 1 130 élèves dans ses sections collège, lycée, et classes préparatoires. Dans le cadre de la réforme du baccalauréat général et technologique et réforme du lycée, le lycée propose 8 spécialités (mathématiques, physique-chimie, sciences de la vie et de la terre, numérique et sciences informatiques, sciences économiques et sociales, humanités littérature et philosophie, langue littérature et culture étrangère anglais, histoire-géographie-géopolitique-sciences politiques).
Le lycée abrite des CPGE économiques et commerciales (ECG), et scientifiques (première année PCSI et deuxième année PC).
Les lycéens ont la possibilité d'avoir quelques heures de formation à l'École normale supérieure de la rue d'Ulm, proche du lycée. Un parcours culturel est organisé par le lycée pour éveiller les élèves aux arts divers. Il existe aussi de nombreux clubs tels que le club théâtre ou le club musique.

### La Maison des lycéens
La Maison des lycéens (MDL) du lycée Lavoisier est une association loi de 1901 créée en avril 2015, impulsée par les élus du Conseil de la vie lycéenne lors de l'année 2014-2015[pertinence contestée].

### Classements des CPGE
Le classement national des classes préparatoires aux grandes écoles (CPGE) se fait en fonction du taux d'admission des élèves dans les grandes écoles.
En 2020, L'Étudiant donnait le classement suivant pour les concours de 2019 :
| Filière | Élèves admis dans une grande école* | Taux d'admission* | Taux moyen sur 5 ans | Classement national | Évolution sur un an |
| --- | ----------------------------------- | ----------------- | -------------------- | ------------------- | ------------------- |
| ECS | 13 / 42 élèves                      | 31,0 %            | 18,5 %               | 16e sur 92          | 20,7 %              |
| PC | 0 / 39 élèves                       | 0 %               | 0 %                  | 40e ex æquo sur 40  | =                   |
| Source : Classement 2020 des prépas - L'Étudiant (Concours de 2019). * Le taux d'admission dépend des grandes écoles retenues par l'étude. Par exemple : en filières ECE et ECS, c'est le top 3 (HEC, ESSEC, ESCP) qui a été retenu ; en filières scientifiques, c'est un panier de 11 à 17 écoles d'ingénieurs qui a été retenu selon la filière (MP, PC, PSI, PT ou BCPST). |                                     |                   |                      |                     |                     |

## Affelnet
Le lycée Lavoisier appartient au district sud de la procédure Affelnet, qui regroupe les lycées du 5e, 6e, 13e et 14e arrondissements.

## Personnalités liées au lycée
Cette section ne s'appuie pas, ou pas assez, sur des sources secondaires ou tertiaires indépendantes du sujet.

Pour l'améliorer, ajoutez-en, ou placez des modèles {{Source secondaire souhaitée}} ou {{Source secondaire nécessaire}} sur les passages mal sourcés. (novembre 2022)
- Maurice Fombeure, poète, écrivain, dramaturge. Enseignant en lettres[12]
- Raphaël Feigelson (1926-2021), déporté et évadé d'Auschwitz, a pu persuader les Soviétiques d'aller rapidement libérer ce camp de concentration.
- Georges Hiverge (1865-1929), industriel, directeur de la fonderie de Maisons-Alfort. Fondateur de la Fonderie Maison-Blanche à Paris en 1898.
- Frédéric Joliot-Curie (1900-1958), époux de Irène Joliot-Curie avec qui il a découvert la radioactivité artificielle, Prix Nobel de chimie en 1935, a étudié à l'école Lavoisier pendant deux ans.
- Le poète français Michel Martin de Villemer fit ses études secondaires au lycée Lavoisier, où il fut l'élève de Maurice Fombeure.
- Le musicien Mike Lécuyer y fit ses études de la 6e à la terminale dans les années 1960 et y créa son premier groupe, Special Session. Il cite le lycée lavoisier dans la chanson Où est donc le bon vieux temps ? (sur l'album À 7 plombes du mat' blues en 1978).
- L'acteur et chanteur Gérard Darmon
- L'actrice et chanteuse Emmanuelle Seigner
- L'actrice Mathilde Seigner
- Le poète Michel Martin de Villemer
- Le chimiste Georges Champetier
- Le haut fonctionnaire Jean-Paul Cluzel
- Le journaliste sportif Michel Drhey
- Le sportif Georges Dransart
- Le physicien Paul Langevin
- Le sportif Michel Samper
- Le karatéka Guy Sauvin
- Le chimiste, peintre et musicien Georges Urbain
- La réalisatrice Sophie Fillières
- Le journaliste et auteur Nicolas Martin